# Joe Murray
Joe Murray (São José, Califórnia, 3 de maio de 1961) é um animador estadunidense ganhador do Emmy, mais conhecido como criador das séries Rocko's Modern Life (br: Vida Moderna de Rocko) e Camp Lazlo (br: O Acampamento de Lazlo).

## Início de carreira
Joe Murray já demonstrava interesse em trabalhar como artista quando tinha cinco anos de idade. Ainda jovem, começou a trabalhar como designer em uma agência. Murray investiu seus ganhos em animações independentes. Com 20 anos fundou sua empresa de ilustrações independente, Joe Murray Studios, em 1981 enquanto ainda estava na universidade. Suas primeiras tentativas na animação datam de 1986 quando ele entrou na California Institute of the Arts. Murray queria expandir as possibilidades de trabalhar com animação mas deixou claro que o estilo de suas animações não seguiria o estilo Disney. Joe criou várias animações curtas, a mais famosa foi feita em 1987, tinha dois minutos e se chamava "The Chore". O filme foi muito elogiado e ganhou um prêmio dois anos depois em 1989.
Em 1988 ele começou a fazer vinhetas para a MTV, deixou a emissora em 1991 esperando começar seus próprios projetos. Uma das vinhetas que Murray criou na MTV envolvia um futuro personagem da Vida Moderna de Rocko, o Vacão, que tinha o logotipo da MTV estampado em seu traseiro.

## Rocko's Modern Life
Murray criou e foi o produtor executivo da série animada Rocko's Modern Life (A Vida Moderna de Rocko, no Brasil), que foi exibida pela Nickelodeon entre 1993 e 1996. Embora Murray seja altamente creditado pelo seu trabalho na Vida Moderna de Rocko, ele é freqüentemente ofuscado pelo seu ex-funcionário Stephen Hillenburg. O criador do Bob Esponja Calça Quadrada escreveu, dirigiu e fez o storyboard de Rocko, e muitas pessoas erroneamente acreditam que Hillenburg foi o criador de Rocko.
Originalmente, A Vida Moderna de Rocko era uma revista em quadrinhos intitulada de Travis. Joe tentou vender os quadrinhos no fim da década de 1980, mas não foi bem sucedido. Em 1992, Joe teve outra ideia mas ainda com animação. Depois de terminar seu filme independente My Dog Zero, ele se focou em adaptar a história em uma série de TV. Murray apresentou um teste a lápis à Nickelodeon Studios, que mais tarde se interessou em comprar e exibir o desenho. Murray então, se focou no episódio piloto que ele escreveu chamado "Trash-O-Madness".
"Trash-O-Madness" foi terminado e mostrado aos executivos da Nickelodeon antes de outros episódios serem produzidos. Porém, a Nickelodeon decidiu que A Vida Moderna de Rocko seria uma série melhor para a TV do que My Dog Zero. Durante a produção da terceira temporada da Vida Moderna de Rocko, Murray enfrentou problemas no trabalho e na vida pessoal, então decidiu passar o projeto a Stephen Hillenburg, que fez a maior parte do trabalho na temporada 4, embora Murray continuasse no controle do desenho. Em 1996, Murray disse aos executivos da Nickelodeon que queria parar a produção de séries animadas porque queria passar mais tempo com a família.

## Pós-Rocko
Depois de completar 52 episódios da Vida Moderna de Rocko, ele deu um tempo nos negócios de animação e produziu três livros infantis, Who Asked the Moon to Dinner? (1999), The Enormous Mister Schmupsle: An ABC Adventure (2003), e Hugville (escrito por Court Crandall) (2005).

## Atualmente
Eventualmente, Murray decidiu voltar a produzir animações para TV, agora vendendo seu trabalho para o Cartoon Network. Em 2005 ele produziu um piloto de O Acampamento de Lazlo, depois foram feitos mais 13 episódios para a primeira temporada. O desenho está agora na quinta temporada. Em 2007 o filme "Where's Lazlo?" ganhou um Emmy.